# Fidel Suárez Becerra
Fidel Ernesto Suárez Becerra (Piura, 31 de diciembre de 1962) es un exfutbolista peruano que jugó en clubes del Perú y Chile, destacó en el Club Universitario de Deportes. Su posición natural fue de delantero.
El Mellizo, conocido así por ser mellizo del exfutbolista José Suárez, también es hermano del exfutbolista Félix Suárez y sobrino de Manuel ‘Meleque’ Suárez, otro exfutbolista.

## Trayectoria
Debutó profesionalmente en el Club Sporting Cristal, su estreno en la Primera División fue el 7 de marzo de 1981, en un triunfo de 1-0 sobre Deportivo Municipal en el estadio de Matute. Suárez fue titular durante el Regional de aquel año, sin embargo no se adaptó al equipo, dando por terminado su vínculo con el club celeste. Volvió a su ciudad natal Piura en 1982, para jugar por la Universidad Nacional de Piura y posteriormente con el Club Atlético Torino hasta fines de 1984.
En 1985 llega al Club Universitario de Deportes gracias a sus buenas actuaciones y por expreso pedido del entrenador Marcos Calderón que lo había hecho debutar en el año 1981. Fidel en su primera campaña se consolida en el equipo crema, logrando anotar 14 goles y su primer título nacional. En 1986 a Universitario no le fue bien y Suárez disminuyó su cuota goleadora, logrando anotar tan solo 8 goles.
En 1987 Suárez tendría su mejor año en su carrera futbolística, logrando alcanzar su segundo título nacional con Universitario, y, además, logró ser el máximo goleador de la temporada con 29 anotaciones. Siendo el gol más importante, el que le anotó al Club Alianza Lima por el partido definitorio de aquel torneo.
Al siguiente año, Universitario no pudo conseguir el bicampeonato, pero Suárez tuvo otra gran campaña personal, logrando anotar 21 goles en la temporada. Permaneció en Universitario hasta fines de 1989.
En 1990 tiene su primera experiencia en el exterior, al ser contratado por el Deportes Iquique de Chile. En 1991 vuelve al Perú para jugar por el club Sport Boys, ese mismo año sería fichado por el club Cobresal de Chile, saliendo goleador del equipo con 8 goles en la temporada.
En 1992 regresó al Perú para jugar por el Sporting Cristal luego de diez años. En 1994 jugó por el club San Agustín antes de partir a El Salvador contratado por el Atlético Marte. Regresa al Perú en 1995 para jugar por el Alianza Atlético Sullana. Jugó por el Club Atlético Torino en 1997 y en 1998 se retira del fútbol vistiendo la camiseta del club FBC Melgar.
Tras el retiro, estudió para entrenador. Fue asistente en Universitario, dirigió por tres años 2001-2004 a Virgen de Chapi en Segunda División y también condujo al Tayca Chilcal en la Copa Perú en el año 2008.

## Clubes

### Como futbolista
| Club                      | País        | Año       |
| ------------------------- | ----------- | --------- |
| Sporting Cristal          | Perú        | 1981      |
| Deportivo UNP             | Perú        | 1982      |
| Atlético Torino           | Perú        | 1982-1984 |
| Universitario de Deportes | Perú        | 1985-1989 |
| Deportes Iquique          | Chile       | 1990      |
| Sport Boys                | Perú        | 1991      |
| Cobresal                  | Chile       | 1991      |
| Sporting Cristal          | Perú        | 1992-1993 |
| San Agustín               | Perú        | 1994      |
| Atlético Marte            | El Salvador | 1994      |
| Alianza Atlético Sullana  | Perú        | 1995-1996 |
| Atlético Torino           | Perú        | 1997      |
| FBC Melgar                | Perú        | 1998      |

### Como entrenador
| Club               | País | Año       |
| ------------------ | ---- | --------- |
| Virgen de Chapi    | Perú | 2003-2004 |
| Tayca Chilcal      | Perú | 2008      |
| Atlético Grau      | Perú | 2015      |
| Atlético Torino    | Perú | 2016      |
| Defensor La Bocana | Perú | 2022      |

## Palmarés

### Campeonatos nacionales
| Título           | Club                      | País | Año  |
| ---------------- | ------------------------- | ---- | ---- |
| Primera División | Universitario de Deportes | Perú | 1985 |
| Primera División | Universitario de Deportes | Perú | 1987 |

### Distinciones individuales
| Distinción                               | Año  |
| ---------------------------------------- | ---- |
| Goleador de la Primera División del Perú | 1987 |